# المصارعة في الفناء الخلفي

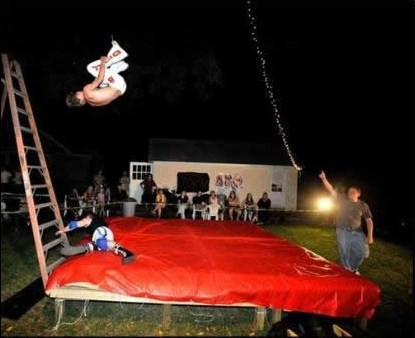
مجموعة تقوم بالمصارعة في الفناء الخلفي

المصارعة في الفناء الخلفي (BYW)، كما يشار إلى ياردينج yarding أو باكياردينج backyarding، هي هواية سرية أو تحت الأرض وهي نوع الرياضة التي تنطوي على ممارسات غير المدربين من المصارعة على غرار مصارعة المحترفين، وعادة في بيئة ذات ميزانية منخفضة. على الرغم من عدم شرعية تلك الرياضة، وغالبا ما يتم تنظيم مصارعة الفناء الخلفي في الاتحادات المحلية أو الصغيرة جدا. يقوم معظم مصارعي الفناء الخلفي بمحاكاة المصارعة الحديثة فقط، على الرغم من أن نسبة مئوية صغيرة لديهم خبرة في التسجيل في مدرسة المصارعة أو من الإشارة إلى أدلة الإرشاد على الويب. 
لذلك تكون نسبة الاصابات في هذه الممارسات كبيرة لذلك الكثير من الاتحادات تضع تحذيرات في برامجها لا تقلد ابدا تلك الحركات في المنزل أو في الشارع أو في أي مكان لانها قد تسبب اصابات خطيرة قد تؤدي للشلل أو للموت 

## التاريخ
ويعارض المصارعين المحترفين عمومًا المصارعة في الفناء الخلفي وذلك لما يحدث فيها من اصابات قد تؤدي للموت. فلقد كانت سنوات الذروة لشعبية من فترة 1996 حتي 2001، خلال فترة ازدهار المصارعة المحترفين التي اشتهرت باسم الاتيود ايرا، عندما كانت الأعمال المثيرة للمخاطرة العالية لها تأثير قوي على قاعدة المعجبين بالمصارعة، وخاصة تلك التي قام بها المصارع الاسطوري ميك فولي.  في أواخر الثمانينيات وأوائل التسعينيات، غالبًا ما كانت مصارعة الفناء الخلفي تناشد وسائل الإعلام كموضوع جيد، لكنها تحولت بشكل متزايد إلى تهور وعنف شديد، مما أثار قلق الآباء وشركات المصارعة. رداً على ذلك، بدأت دبليو دبليو اي والكثير من اتحادات المصارعة في بث إعلانات تشدد على المخاطر وتسعى لردع المشجعين عن تكرار الحركات التي شوهدت في حلقتهم.
بالإضافة إلى الساحات الخلفية الفعلية، يمكن أن تحدث فيها مصارعة الفناء الخلفي في المساحات بما في ذلك الحدائق والحقول والمستودعات. في البداية تم مشاركة الأحداث المسجّلة بواسطة كاميرا الفيديو من شخص لآخر؛ لقد أصبح التلفاز المتصل بالإنترنت وشبكة الإنترنت مستخدمين بشكل متزايد. كما اقتحمت وسائل الإعلام من خلال العديد من مجلدات مثل Best of Backyard Wrestling التي تم إنتاجها، وهما ألعاب فيديو بعنوان Backyard Wrestling: Don't Try This at Home and Backyard Wrestling 2: There Goes the Neighborhood ، وفيلم وثائقي حاز على شهرة 2002 بعنوان The Backyard ، عرض مصارعة الفناء الخلفي تحت ضوء أكثر شيوعًا لأنها تتبع العديد من المصارعين والاتحادات من جميع أنحاء العالم، والتي تعرض بالتفصيل الأساليب والتصورات المختلفة لمصارعة الفناء الخلفي. في مقابلة، قارن المخرج بول هوغ The Backyard في فيلم Beyond the Mat ، ولكن مع الباحات.
في مايو 2015، نشرت جلوبال نيوز قصة على VBW ، وهي منظمة مصارعة في الفناء الخلفي في شمال غرب المحيط الهادئ تنتج حلقات مصارعة تم تحريرها بشكل احترافي لخدمات البث العامة. يتبع هذا الجزء، الذي يستضيفه المدير الرياضي ومذيعة Squire Barns ، الطاقم وهم يستعدون لإطلاق أكبر حدث في المنظمة، يارد ستوك 2015. في عام 2016، أصدرت ايه -ليست بروداكشن فيلمًا وثائقيًا مدته ساعتان بعنوان الخط The Link ، يسرد أكثر من عقد من المصارعة الخلفية في بداية العقد الأول من القرن العشرين مع مشاركين من جميع أنحاء الولايات المتحدة وكندا والمملكة المتحدة، بالإضافة إلى أثرهم المهني مصارعه عمل حتى يومنا هذا. 
في السنوات الأخيرة، أصبحت المصارعة في الفناء الخلفي أقل استخداماً اسلوب الهاردكور استنادًا إلى مزيد من سرد القصص. 

## التلفاز
عرضت بعض القنوات الأمريكية برامج تتحدث عن هذا الموضوع مثل 
- ام تي في الحياة الحقيقة: أنا مصارع الفناء الخلفي
- سكوير تايك: ميزانية المصارعة في الفناء الخلفي المنخفضة.
- ذا ريكي لايك شو : «حمام دماء الفناء الخلفي !» [6]

## الأفلام والأفلام الوثائقية
- الفناء الخلفي
- أفضل من المصارعة الفناء الخلفي المجلد. 1الي 6
- أخبار سي إن إن: التغلب علي الفناء الخلفي (2006 هاردكور ضد نون)
- آثار الموتفي: العودة الي الاحداث
- كلاب الفناء الخلفي
- ان دبليو اف كيدز برو ريسلينج: القصة غير المروية
- الحلقة - مصارعة الفناء الخلفي للفيلم الوثائقي
- مصارعة الفناء الخلفي (2002)

## العاب إلكترونية
- مصارعة في الفناء الخلفي: لا تحاول تجربة ذلك في المنزل
- مصارعة في الفناء الخلفي المصارعة 2: هناك ينطلق الجوار